# Sociedad de Publicaciones El Tarapacá
Sociedad de Publicaciones El Tarapacá era una empresa periodística chilena, propietaria y arrendataria de varios periódicos del norte de Chile, con sede en Iquique, actual capital de la Región de Tarapacá.
En sus inicios, era propietaria solamente del diario El Tarapacá. A finales de la década de 1950 estaba a cargo de 4 periódicos locales: El Tarapacá de Iquique, El Amigo del País de Copiapó, El Noticiero Huasquino de Vallenar, y El Día de La Serena. La sociedad también era propietaria del diario El Debate, editado en Santiago.
En 1955 hizo una de sus últimas adquisiciones: el diario El Día de La Serena fue arrendada por esta Sociedad de Publicaciones. Ésta le entregaría un nuevo eslogan al periódico serenense: "El diario que La Serena necesitaba". La Sociedad de Publicaciones El Tarapacá designó a Eduardo Sepúlveda Whittle como director, y Mario Meza Quiroz como jefe de informaciones. Ambos habían llegado a La Serena en 1954.
En mayo de 1959 dejó de editar el diario El Debate, mientras que el 1 de agosto del mismo año la Sociedad de Publicaciones El Tarapacá designó como nuevo director de El Día al historiador Antonio Puga Rodríguez. El nuevo director asumió como propietario en 1970, dejando atrás la etapa del arriendo.
La Sociedad de Publicaciones El Tarapacá se caracterizaba por el tiraje en conjunto de sus 4 periódicos, el mayor tiraje en todo el norte de Chile. Sumado a esto, poseía la mayor red de corresponsales desde Iquique hasta La Serena. La empresa desapareció el 30 de enero de 1961, luego de haber vendido el diario El Tarapacá a la Sociedad Periodística del Sur.